# Élisabeth Brami
Pour les articles homonymes, voir Brami.
Œuvres principales
- Moi j'adore, maman déteste (1997)
- Ta Lou qui t'aime (1999)
- Chère madame ma grand-mère (2008)
- Les Heures secrètes (2011)
- Je renaîtrai de vos cendres (2012)

Élisabeth Brami, née Élisabeth Proweller, née le 25 août 1946 à Varsovie (Pologne), est une psychologue clinicienne et autrice de littérature jeunesse française.

## Biographie
Élisabeth Brami naît en Pologne juste après la seconde guerre mondiale, d'une famille rescapée de la Shoah,, et arrive en France à 18 mois,. Elle est la fille unique de l'architecte et peintre Emanuel Proweller,.
Elle suit des études supérieures de lettres et de sciences humaines,, puis est diplômée d'un DESS de psychopathologies. Elle devient ensuite psychologue en 1974, dans un hôpital de jour pour adolescents, jusqu'en 2006.
Elle commence à écrire pour la jeunesse en 1990, et est adhérente à la charte des auteurs et illustrateurs de jeunesse, et à la Maison des écrivains et de la littérature, dont elle a été vice-présidente.
Elle publie de nombreux albums jeunesse dont elle est autrice, illustrés par de nombreux illustrateurs notoires, tels que Zaü, Christophe Blain, Philippe Bertrand, Bruno Heitz ou Emmanuelle Houdart. Elle est également autrice de romans jeunesse, et depuis 2006, elle écrit quelques romans de littérature générale, dont Les Heures secrètes, en 2011.
En 2014, avec Patrick Delaroche, elle publie un essai sur Françoise Dolto chez Albin Michel : Dolto, l'art d'être parents.
Elle est l'autrice de plus d'une centaine d'ouvrages. Son premier éditeur est Bordas, et son principal éditeur est Seuil jeunesse. Plusieurs de ses titres sont également publiés aux éditions Thierry Magnier, Hachette Jeunesse, Casterman, ou la récente maison d'édition engagée Talents Hauts.
Elle est mère de trois enfants ; sa fille, Maïa Brami, née en 1976, est également autrice jeunesse.
En 2018, elle publie un documentaire jeunesse autour de son père Emanuel Proweller, artiste peintre, et de ses œuvres, dans La couleur des saisons. S'associant avec l'illustratrice Aurélie Guillerey, elle livre en 2020 Les Vieux Enfants. L'ouvrage est finaliste du Prix Landerneau 2021 dans la Catégorie Album Jeunesse.

## Ouvrages
Élisabeth Brami est l'autrice de plus d'une centaine d'ouvrages : la liste de ses principales publications, jusqu'en 2014, est disponible sur sa fiche du site de la Maison des écrivains et de la littérature, et la quasi-totalité de ses ouvrages sur le site de Ricochet.

### Quelques ouvrages

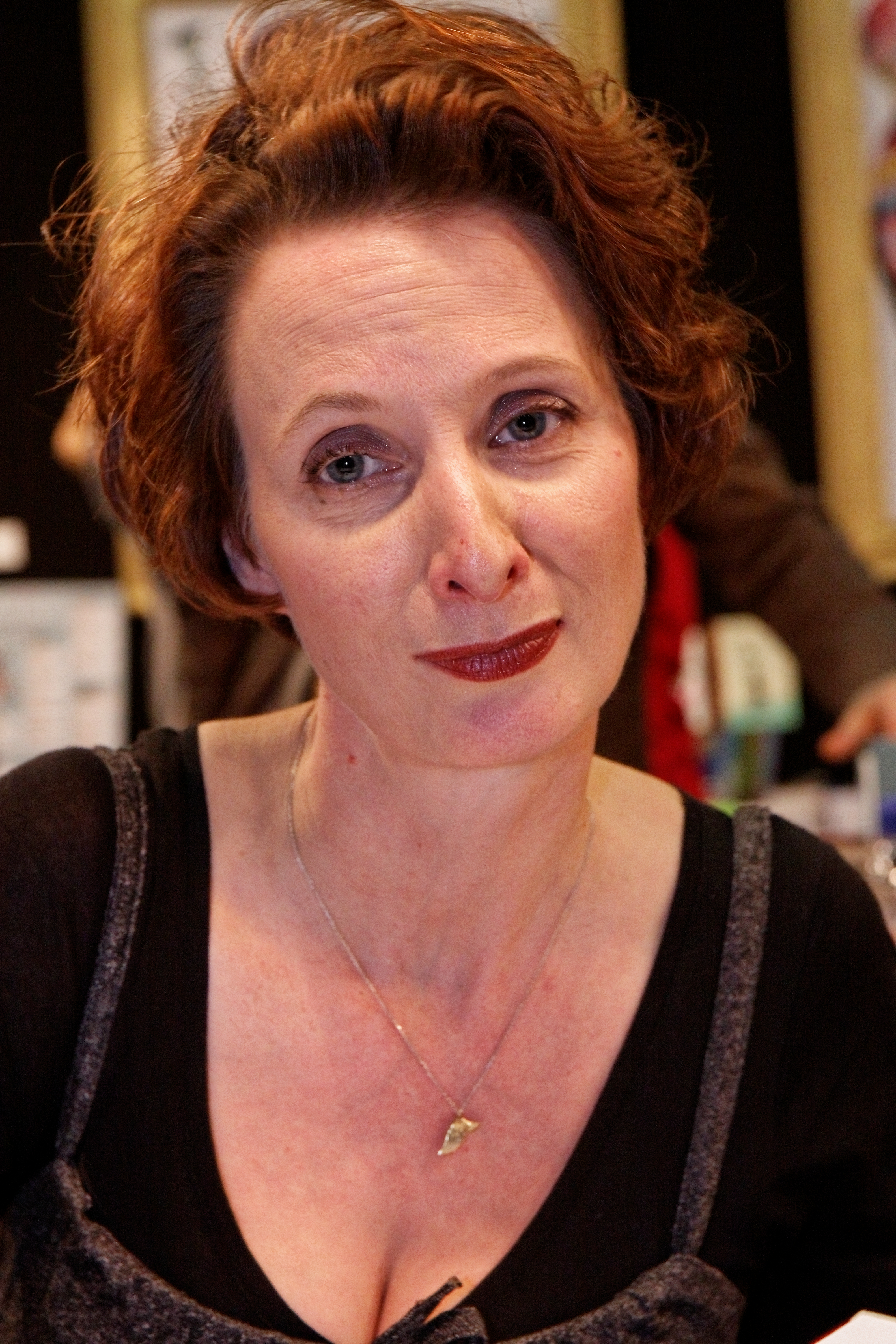
Emmanuelle Houdart en 2011, illustratrice de plusieurs de ses albums, dont Dico des monstres en 1999 et Monstres en 2002.

- Les petits riens, ill. Philippe Bertrand, Seuil Jeunesse, 1995 - album jeunesse
- Les deux arbres, ill. de Christophe Blain, Casterman, 1997 - album jeunesse
- Moi j'adore, maman déteste, ill. de Lionel Le Néouanic, Seuil jeunesse, 1997 - album jeunesse
- Moi je déteste, maman adore !, ill. de Lionel Le Néouanic, Seuil jeunesse, 1999 - album jeunesse
- Ta Lou qui t'aime, ill. de Béatrice Poncelet, Seuil, 1999 - album jeunesse
- Dico des monstres, ill. de Emmanuelle Houdart, Hachette jeunesse, 1999 - album jeunesse
- Monstres, ill. de Emmanuelle Houdart, Hachette jeunesse, 2002 - album jeunesse
- L'oiseau-livre, ill. de Zaü, Casterman, 2003 - album jeunesse
- Je vous écris comme je vous aime, Calmann-Lévy, 2005 ; et rééd. - roman
- Copié ? Collé !, illustrations  de Rémi Courgeon, Nathan, 2005 - album jeunesse
- Rêve de lune, avec Anne Brouillard, Paris, Éditions du Seuil Jeunesse, 2005, 32 p.  (ISBN 2-02-081735-7) - album jeunesse
- Chère madame ma grand-mère, ill. de Carole Gourrat, Nathan, 2008 - roman jeunesse
- Voyelles, ill. Janik Coat, Seuil jeunesse, 2009 - album jeunesse
- Les Heures secrètes, Éd. du Seuil, 2011 - roman
- J’ai mal aux maths !, illustrations de Rémi Courgeon, Éditions Talents Hauts, coll. « Livres et égaux », 2012
- Je renaîtrai de vos cendres, Flammarion, 2012 - roman adolescents
- Le Gros Ralbum de tous les y'en a marre !, ill. Gilles Rapaport, Seuil jeunesse, coll. Album jeunesse, 96 p, 2013  (ISBN 2021101738) - album jeunesse
- Catalogue de bêtises (très) culottées, ill. de Serge Bloch, Seuil jeunesse, 2013 - album jeunesse
- Dolto, l'art d'être parents, coécrit avec Patrick Delaroche, Albin Michel, 2014 - essai
- Le Zizi des mots, ill. de Fred L., éditions Talents Hauts, 2015 - album jeunesse
- La déclaration des droits des papas, ill. Estelle Billon-Spagnol, Talents hauts, 2016 - album jeunesse
- La déclaration des droits des mamans, ill. Estelle Billon-Spagnol, Talents hauts, 2016 - album jeunesse
- Le Zizi des mots, 2, ill. de Fred L., éditions Talents Hauts, 2017 - album jeunesse
- Crever l'écran, Éditions du Mercredi, 2018 - roman adolescents
- Les grandes personnes, avec Zelda Zonk, Talents hauts, 2018 - album jeunesse
- La couleur des saisons, illustrations Emanuel Proweller, Éditions courtes et longues, 2018 - documentaire jeunesse autour de son père artiste Emanuel Proweller
- Mon école de aïe à zut[13], avec Popy Matigot, Saltimbanque éditions, 2019
- Les Vieux Enfants, illustré par Aurélie Guillerey, Casterman, 2020

## Prix et distinctions
- 2021 : Finaliste Prix Landerneau[12], Catégorie Album Jeunesse, pour Les Vieux Enfants, illustré par Aurélie Guillerey